# ヨウシュヤマゴボウ
ヨウシュヤマゴボウ（洋種山牛蒡、学名: Phytolacca americana）はヤマゴボウ属の多年草。別名はアメリカヤマゴボウ。

## 分布
別名の通り北アメリカ原産で、日本では明治時代初期以降に各地で繁殖している帰化植物である。市街地の空き地や造成地、庭などで見られる。

## 形態・生態
多年生の草本。高さは1 - 2メートル (m) 前後に達する。茎は直立して無毛で赤く、根は太く長い。葉は大きな卵状楕円形で、無毛でやわらかく、秋になると紅葉する。
花期は初夏から秋にかけて（6 - 9月）。白色ないし薄紅色の花からなる花穂を枝先に付け、花後は扁平な果実を付けた果穂となって垂れ下がり、初秋に黒紫色に熟す。熟した果実は柔らかく、潰すと赤紫色の果汁が出る。この果汁は強い染料で、衣服や皮膚に付くとなかなか落ちない。この特性のため、アメリカ合衆国ではポークウィード（Pokeweed）やインクベリー（Inkberry）などとも呼ばれており、簡易的なインクの代わりに使用される。

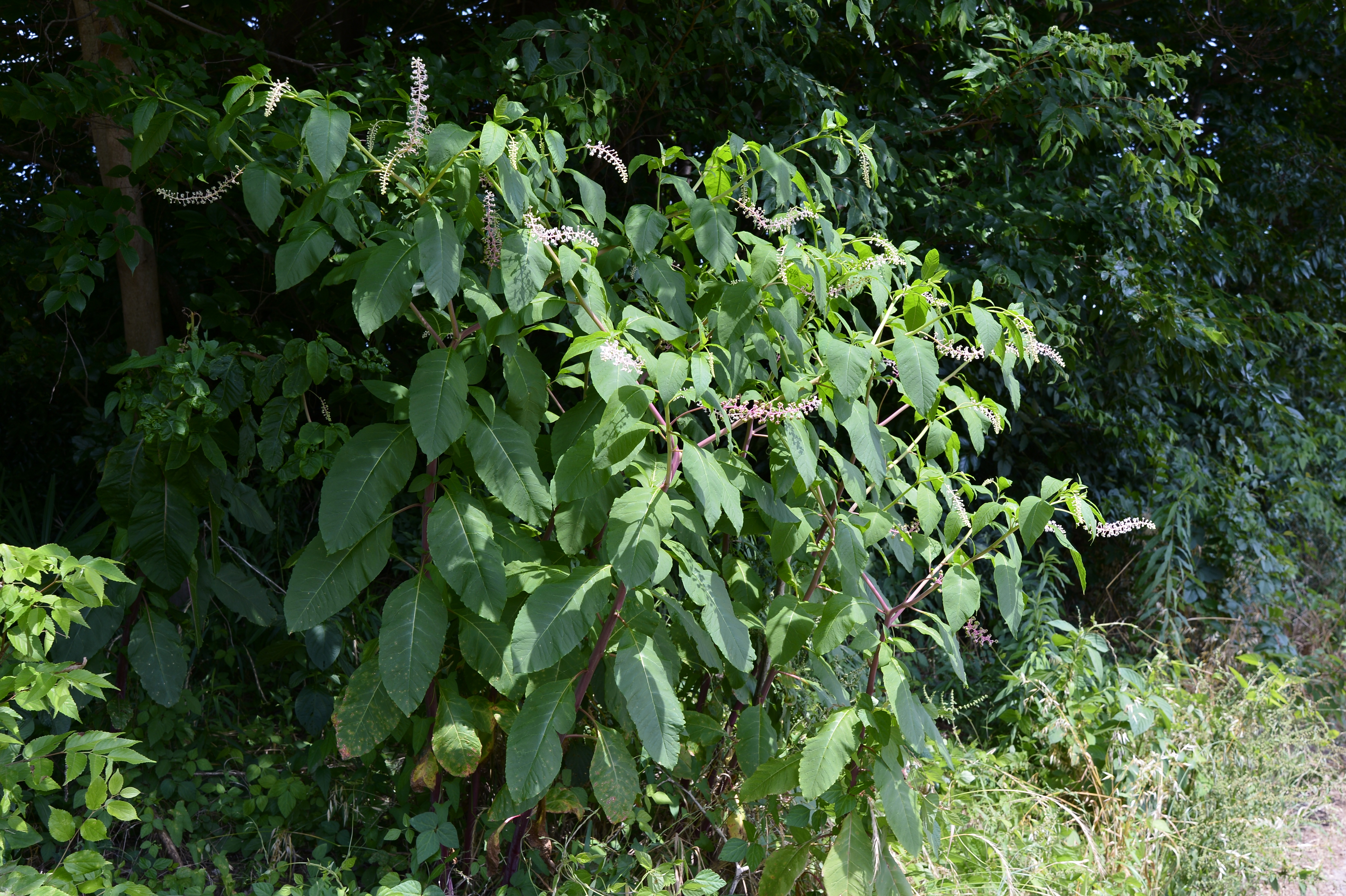
草姿
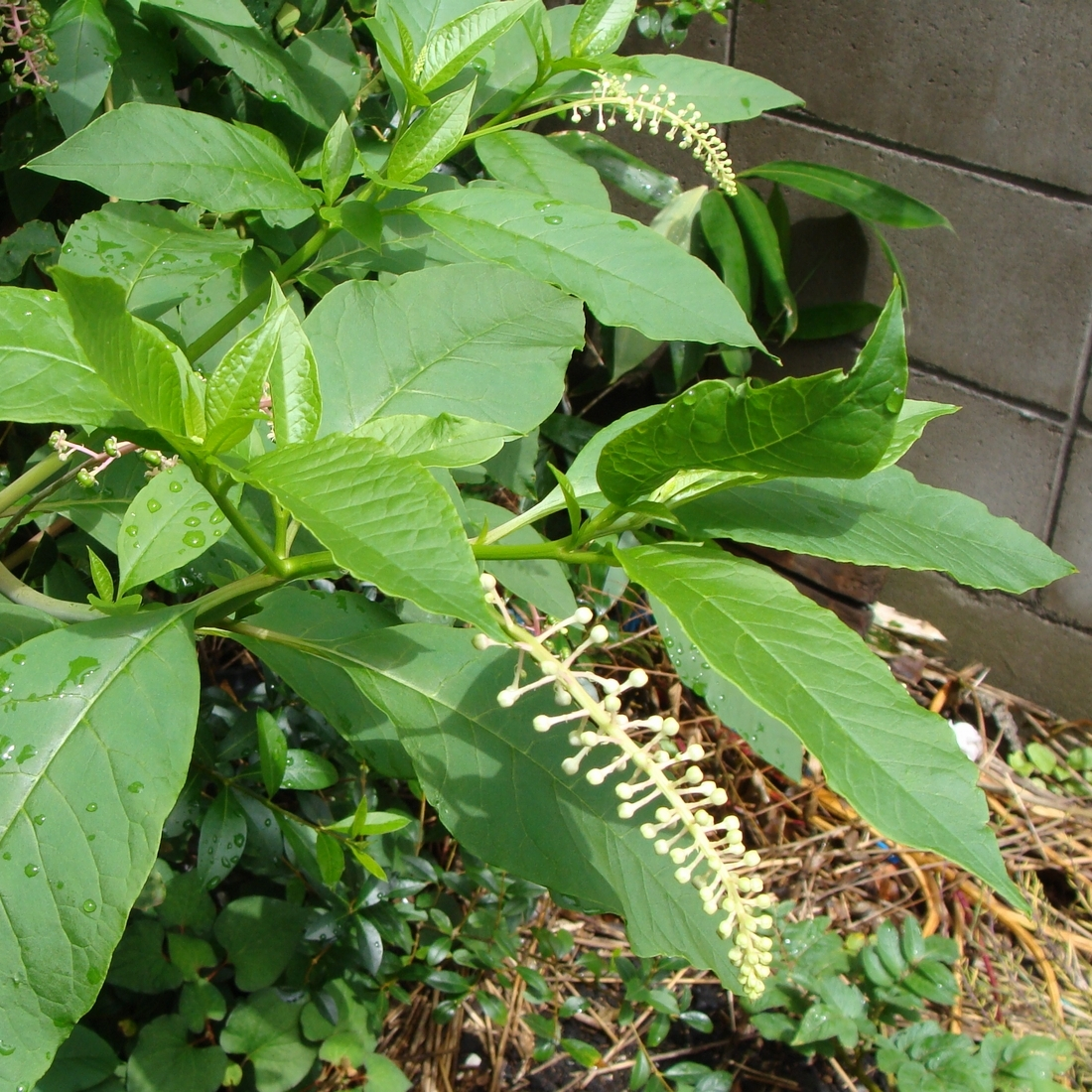
葉と蕾
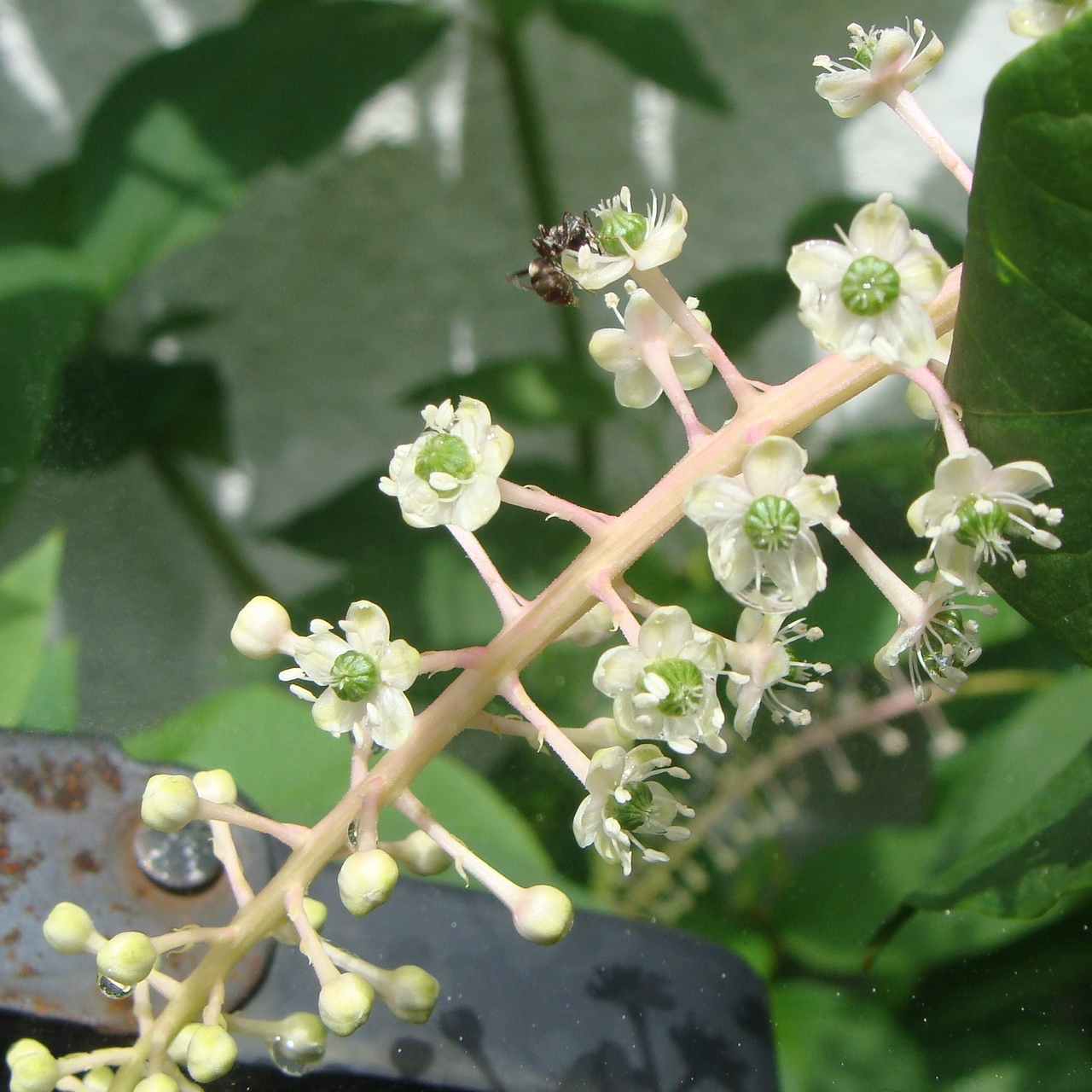
花
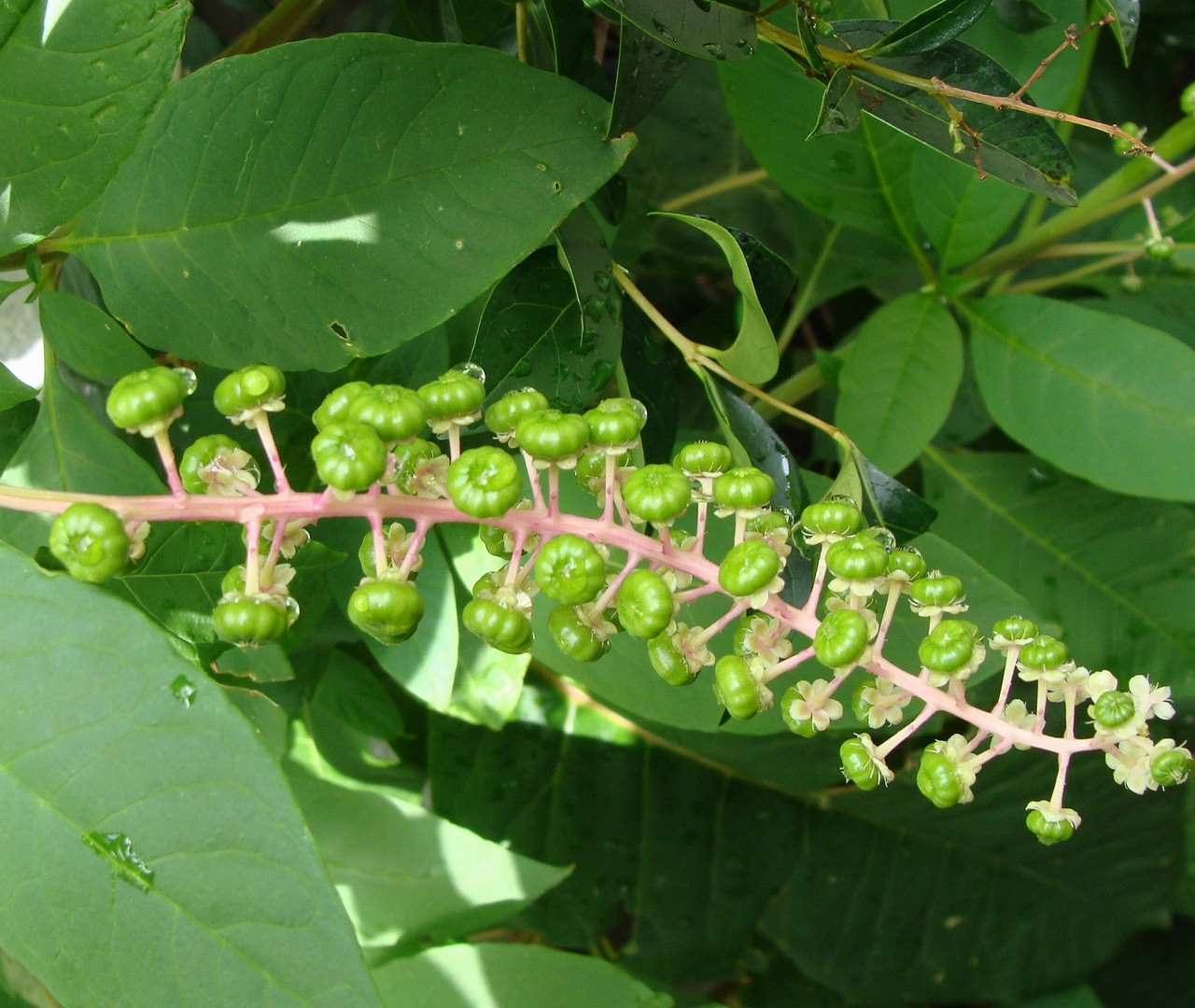
未成熟果
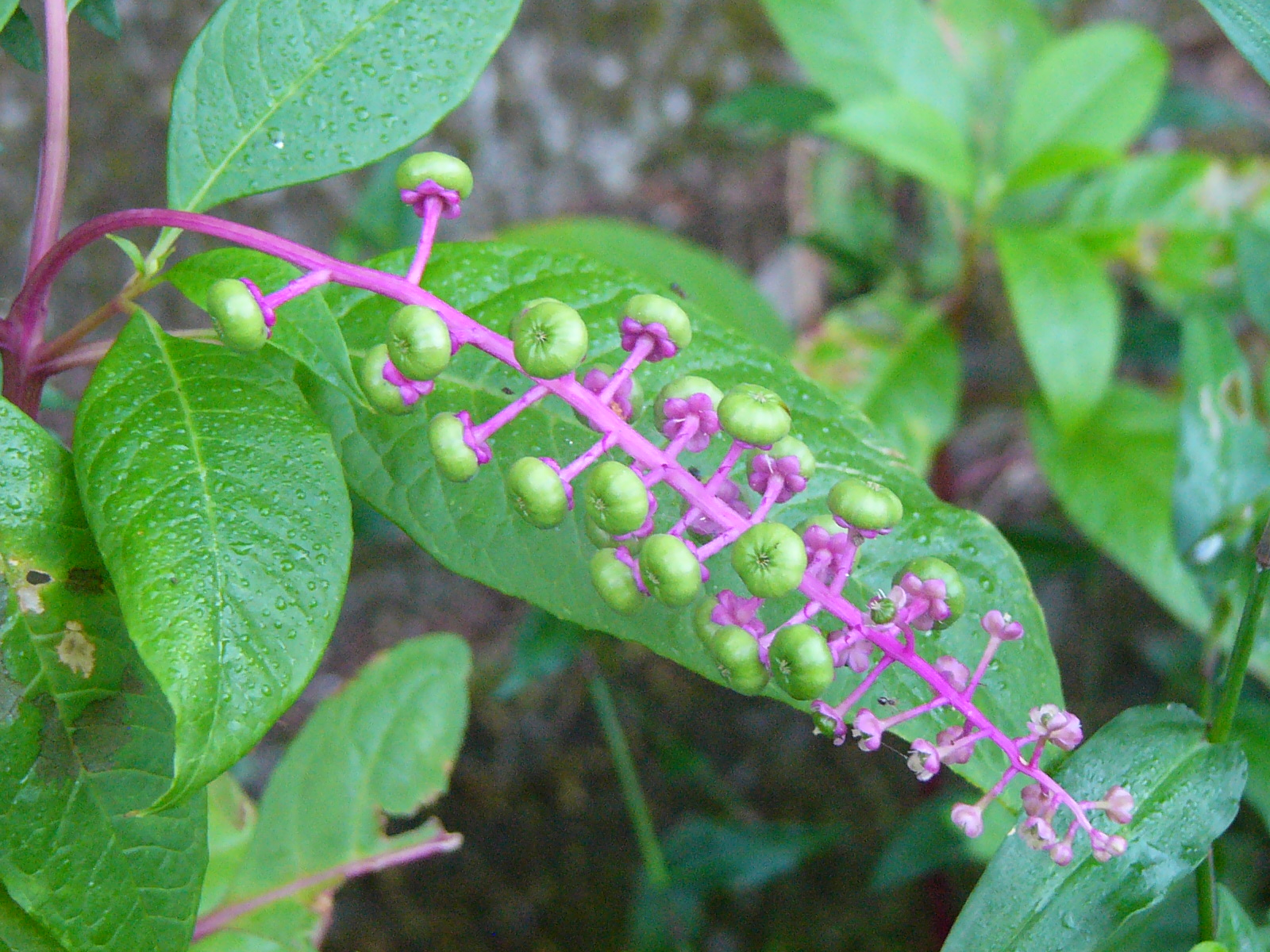
未成熟果
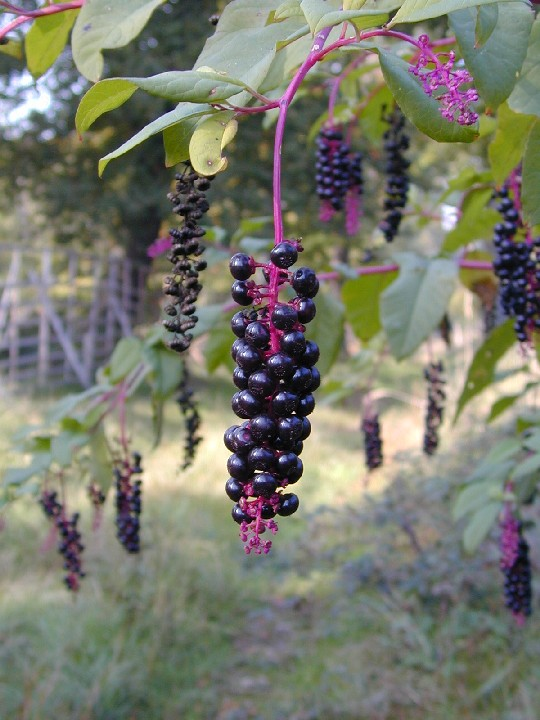
成熟果

## 毒性
ヨウシュヤマゴボウは有毒植物で、全体にわたって毒があり、果実も有毒である。毒性は、根＞葉＞果実の順であるが、果実中の種子は毒性が高い。
毒成分は、アルカロイドであるフィトラッカトキシン（phytolaccatoxin）、サポニンであるフィトラッカサポニン（phytolaccasaponins）、アグリコンであるフィトラッキゲニン（phytolaccigenin）などである。また、根には硝酸カリウムが多く含まれる。
誤食すると、2時間ほど経過後に強い嘔吐や下痢が起こり、摂取量が多い場合は瞳孔を開き、強い興奮状態、精神錯乱から、さらに中枢神経麻痺から痙攣や意識障害が生じ、最悪の場合には呼吸障害や心臓麻痺を引き起こして死に至る。幼児の場合は、種子を破砕した果汁を誤飲すると、果実数粒分でも重篤な症状を引き起こしうるために十分な警戒を要する。
根や種子には、植物タンパク質の一種であるポークウィードマイトジェン（PWM: Pokeweed Mitogen）、ポークウィード抗ウイルスタンパク質（PAP: Pokeweed Anti-viral Protein）などが含まれる。これらの物質も毒性をもつが、同時に有用な薬理作用をもつものと期待され、研究が進められている。
アメリカ合衆国ではかつて着色料として安価なワインなどに用いられたが、毒性を持つために現在は使用されていない。また、かつては主にアラバマ州などの南部地域において、若芽を茹でこぼして毒を抜いた上で食用にするところもあり（ソウルフードを参照）、トニー・ジョー・ホワイトが1968年に発表したヒット曲「ポーク・サラダ・アニー（Polk Salad Annie）」の"Polk" とは、豚肉（Pork）ではなく本種のことを指している。

## 食用の「山ごぼう」との違い
味噌漬けなどに加工して売られている山菜の「山ごぼう」は、本種または近縁の在来種ヤマゴボウとは全く異なる、キク科に属するアザミの一種であるモリアザミか野菜のゴボウの根であり、類縁関係は遠い。

## 取り上げた作品
- 「インクベリー (feat. 初音ミク)」（ルシノ）
- 「ポーク・サラダ・アニー」（トニー・ジョー・ホワイト） -  上記参照。